# Metallo o morte
Metallo o morte è il terzo album studio de Gli Atroci presentato il 13 settembre 2009 all'Estragon di Bologna. In questo album, la maggioranza delle canzoni sono parodie di alcuni gruppi metal Rhapsody Of Fire, Rammstein, Manowar, Accept, Gorgoroth e di molti stereotipi del genere.

## Tracce
1. L'avvento (parte III) - 1:49
2. Il drago infuocato nel bosco incantato - 4:47
3. Lavoro infame - 1:11
4. Disinfestazione - 3:13
5. Il kappuccino - 0:19
6. Pennellen - 3:11
7. Fiatella di birra - 3:41
8. Sento i fagioli spingere - 4:22
9. Radio Anguilla - 1:11
10. Questo amore è come un cero - 4:30
11. Nuklear pik nik with Satan - 2:37
12. Acciaio e salsiccia - 3:59
13. L'inquilino del piano di sopra - 1:55
14. Ora basta - 5:54
15. Ninna nanna - 2:35
16. Morte alla Techno - 4:05
17. Tutti uniti - 0:51
18. Rivolta metallara totale - 5:37
19. Sfinterator - 4:11
20. Rilassati - 1:00
21. Radiazioni - 3:49
22. La fuga (parte III) - 1:12

## Formazione
- Il Profeta - voce
- La Bestia Assatanata - chitarra
- L'Orrendo Maniscalco (Oscar Bandiera) - basso
- Il Lurido Cavernicolo - batteria
- Il Boia Malefico - cori, tastiera, voce su Questo amore è come un cero
- Il Nano Merlino - cori, voce su Pennellen